# جائحة فيروس كورونا في بنين
توثق هذه المقالة آثار جائحة فيروس كورونا 2019–20 في بنين، وقد لا تتضمن جميع الاستجابات والإجراءات المتخذة في البلاد حتى الآن.

## خلفية
في 12 يناير 2020، أكدت منظمة الصحة العالمية عن ظهور فيروس كورونا المستجد كسبب للمرض التنفسي الذي أصاب مجموعة من الأشخاص في مدينة ووهان، مقاطعة خوبي، الصين، إذ أُبلغ عنهم إلى منظمة الصحة العالمية في 31 ديسمبر 2019. كانت نسبة الوفيات بين الحالات المُشخصة بكوفيد-19 أقل بكثير من جائحة فيروس سارس في عام 2003، لكن انتقال العدوى كان أكبر، والوفيات أيضًا.

## الجدول الزمني
في 16 مارس، تم تأكيد أول حالة إصابة في البلاد. ووفقًا لبيان صادر عن وزارة الصحة فالمريض رجل بوركيني يبلغ من العمر 49 عامًا كان قد دخل البلاد يوم 12 مارس، وكان المريض قد غادر بوركينا فاسو يوم 21 فبراير، ومكث في بلجيكا لمدة أحد عشر يومًا، ليعود إلى بوركينا فاسو يوم 4 مارس ماكثًا ثمانية أيام فيها حتى يوم 12 مارس ليدخل إلى الأراضي البنينية جوًا.